# Cyphea latiuscula
Cyphea latiuscula är en skalbaggsart som beskrevs av Sjöberg 1934. Cyphea latiuscula ingår i släktet Cyphea, och familjen kortvingar. Enligt den svenska rödlistan är arten sårbar i Sverige. Arten förekommer i Svealand, Nedre Norrland och Övre Norrland. Artens livsmiljö är skogslandskap.